# Норманське вторгнення до Ірландії
Нормандське вторгнення до Ірландії (1169—1172) — експедиції військ англо-нормандських феодалів, а потім англійського короля Генріха II до Ірландії. Започаткували англійську колонізацію Ірландії.
Вторгнення проходило в два етапи. Перший етап почався 1 травня 1169 року, коли війська нормандських лицарів висадилися поблизу Банноу (графство Вексфорд) на запрошення Дермота Макмурроу, поваленого короля Лейнстеру, що сподівався на їхню підтримку у відвоюванні свого королівства.
Другий етап розпочався 18 жовтня 1171 року, коли король Генріх II з великою армією висадився у Вотерфорді, прийнявши під своє командування прихильників Нормандії в Ірландії. У ході завоювання він захопив Дублін і склав присягу ірландських королів і єпископів у 1172 році, створивши Лордство Ірландії, що стало частиною Анжуйської імперії.

## Передумови
Папа Римський Адріан IV, єдиний папа-англієць, серед своїх перших указів видав у 1155 році буллу, що давала Генріху повноваження на вторгнення до Ірландії, яке мало сприяти реформуванню ірландської церкви та її підпорядкуванню папському престолу. Ця булла, «Laudabiliter», фактично поширювала папський сюзеренітет не тільки на Ірландію, але й на всі острови біля берегів Європи, включаючи, таким чином, Англію в «Константинів Дар».
Звернення до «Laudabiliter» стали більш частими в пізній тюдорівський період, коли дослідження вчених-гуманістів Відродження поставили під сумнів історичність «Дару». Але навіть якщо «Дар» було підроблено, інші документи, такі як «Dictatus papae» (1075-1087), свідчать, що у XII столітті папство відчувало, що за своєю політичною могутністю перевершує всіх королів і місцевих правителів.
Папа Олександр III, що правив під час вторгнення до Ірландії, підтвердив дію «Laudabiliter» у своєму «Привілеї» від 1172 року.

## Вторгнення 1169 року
Втративши захист тіронського правителя Муйрхертаха Мак Логлайнна, Верховного короля Ірландії, померлого в 1166 році, МакМурроу був вигнаний Конфедерацією ірландських сил на чолі з новим верховним королем Рорі О'Коннором. МакМурроу вирушив спочатку до Бристоля, а потім у Нормандію. Там він попросив і отримав від Генріха II Англійського право на використання його підданих для повернення свого королівства. Прийнявши від Дермота присягу на вірність, Генріх вручив йому грамоту такого змісту:
|  | «Генріх, король Англії, герцог Нормандії та граф Анжу, всіх своїх васалів, васалів, англійців, норманців, валлійців і шотландців, а також всіх інших, які перебувають під його пануванням, вітає. Коли ці листи потраплять у ваші руки, знайте, що ми прийняли в лоно нашої милості і благовоління. Тому будь-хто в наших великих володіннях повинен бути готовий надати допомогу у відновленні цього князя як нашого васала й підданого. Нехай така людина знає, що ми надаємо йому наше право і милість для зазначеного заходу». |

До 1167 року МакМурроу заручився підтримкою Моріса Фіц-Джеральда, а потім умовив Риса ап Грифіда, правителя Дехейбарта, звільнити з полону зведеного брата Фіц-Джеральда, Роберта Фіц-Стефана, щоб той узяв участь в експедиції. Особливо велике значення мала підтримка Річарда де Клера, графа Пембрука, на прізвисько Стронгбоу.
Першим нормандським лицарем, що з'явився в Ірландії, був Річард Фітц-Годберт де Рош у 1167 році, але основна частина цього нормандсько-валлійсько-фламандського війська висадилася в 1169 році у Вексфорді. Протягом короткого часу Ленстер був завойований, Вотерфорд і Дублін перейшли під контроль Дермота. Стронгбоу одружився з дочкою Дермота Іфою та був проголошений спадкоємцем лейнстерської корони. Ця обставина стурбувала Генріха II, який побоювався створення конкуруючої нормандської держави в Ірландії. Тому він вирішив відвідати Ірландію для затвердження там своєї влади.

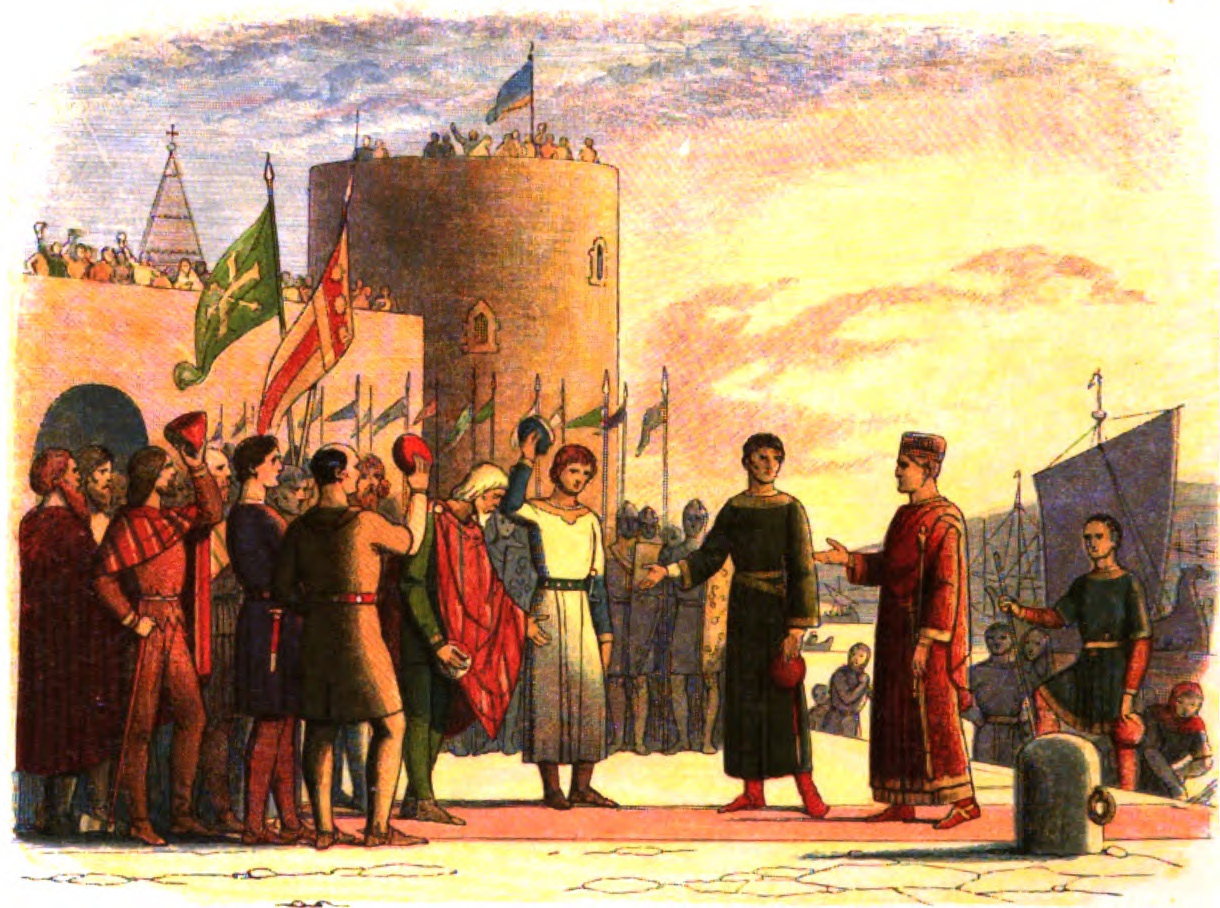
Генріх II у Вотерфорді. Англійська Хроніка

## Прибуття Генріха II в 1171 році
Генріх у 1158 році отримав у Папи Адріана IV — англійця за походженням — буллу на завоювання Ірландії. Передбачалося, що королем Ірландії стане молодший брат Генріха, Вільгельм. Але Вільгельм скоро помер, і ірландський проєкт було відкладено. Знову актуальним він став у 1166 році. Короля Лейнстера Діармайд мак Мурхада вигнав зі своїх володінь верховний король Ірландії Руайдрі Ва Конхобайр. Діармайд приїхав до Аквітанії, де просив допомоги в Генріха II. Англійський король, зайнятий континентальними справами, видав Діармайду грамоту, за якою той міг наймати війська. Союзником короля Лейнстера виявився Річард де Клер, який став зятем і спадкоємцем Діармайда.

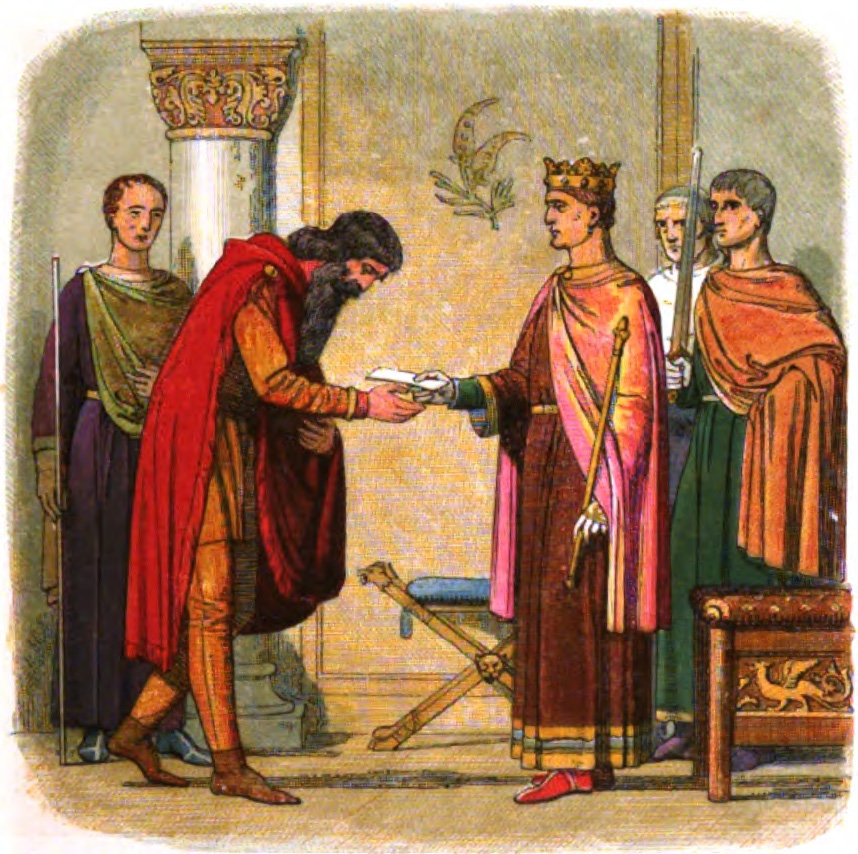
Генріх II дає дозвіл Діармайду мак Мурхаду сформувати сили, щоб повернути Ленстер

У 1167—1171 роки англійські лицарі відновили Діармайда і почали боротьбу за владу над усім островом. Надмірне посилення васалів викликало стурбованість Генріха, який планував реквізувати їх англійські володіння. Річард де Клер запропонував стати васалом короля Генріха II як лорда Лейстера.
Генріх прибув на чолі великого флоту до Вотерфорда в 1171 році, ставши першим королем Англії, що ступив на ірландську землю. І Вотерфорд, і Дублін були проголошені королівськими містами. У листопаді Генріх прийняв присягу ірландських королів у Дубліні. Він зажадав зібратися всім ріагам Ірландії — виконали це веління переважно вожді східних територій. Королі ж західних ірландських земель, включаючи верховного короля Ірландії і королів Ольстера, владу Генріха не визнали. Однак на боці англійського короля все ж опинилася більшість. Вони вбачали в цьому можливість приборкати експансію Лейнстера і нормандців. Підлеглі вожді склали присягу Генріху в Королівському палаці в Дубліні.
У 1172 році Генріх зібрав ірландських єпископів на Кашелський собор і керував ірландською церквою так само, як і англійською. Наступник Адріана, папа Олександр III, затвердив права Генріха на Ірландію: «… слідуючи по стопах покійного преподобного Папи Адріана, а також у надії побачити наслідки наших власних щирих сподівань на цього вождя, ратифікуємо і підтверджуємо дозвіл зазначеного Папи, дане вам для панування над ірландським королівством».
Після цього він поїхав до Англії для переговорів з папськими легатами, які розслідували смерть Томаса Бекета у 1170 році, а потім до Франції для придушення заколоту синів у 1173—1174 роках. Після його від'їзду спалахнуло повстання: ірландські вожді, що так і не визнали владу англійця, зчинили заколот. Був захоплений Лімерик, обложений Дублін, запалав Вотерфорд. Генріху довелося домовлятися. Наступним його кроком в Ірландії стало підписання Віндзорського договору з Родеріком О'Коннором (королем Коннахта) у 1175 році. За цим Договором Родерік отримував титул верховного короля над тими землями, які були йому підвладні. Ті, що підкорилися, відходили під руку англійському королю. Але і землі Родеріка зобов'язані були платити данину англійцям і коритися їм.
Через два роки, коли вже не було в живих Дермота і Стронгбоу (померли в 1171 та 1176 роках відповідно), а Генріх повернувся до Англії, стало ясно, що договір не вартий паперу, на якому написаний. Джон де Курсі завоював більшу частину східного Ольстера в 1177 році і почав носити титул верховного короля Ірландії. Раймонд Фіц-Джеральд (він же Раймонд Ле Грос) на той час уже захопив Лімерик і більшу частину королівства Томонд (Північний Манстер), а інші нормандські роди, такі як Прендергаст, Фіц-Стефен, Фіц-Джеральд, Фіц-Генрі і Ле Поер, урвали для себе невеликі королівства.
У 1185 році Генріх призначив правителем своїх ірландських територій свого молодшого сина, 18-річного Іоанна I, з титулом Dominus Hiberniae (повелитель Ірландії), і планував утворити з цих земель королівство для нього. Коли Іоанн несподівано змінив свого брата Річарда I на королівському престолі в 1199 році, лордство стало володінням англійської корони. Іоанн помістив де Курсі до Тауера, а в 1210 році здійснив великий набіг на Ірландію, розгромивши місцеві війська й зміцнивши королівську владу на непокірному острові.